# Караші
Караші (яп. 芥子, 辛子, からし,  カラシ) — це тип гірчиці, що використовується як смакова добавка чи приправа в японській кухні. Караші виготовляється з подрібнених насінин гірчиці салатної і продається у формі пудри чи пасти. До вживання пудра готується додаванням теплої води до отримання пасти; їй дають відстоятися вкривши її на декілька хвилин.
Караші часто подають з тонкацу, оден, натто і шумай. Її можна використовувати як частину соусу дипу, змішуючи зі спеціальним майонезом, майонезом караші, або з оцтом і місо, який називається караші су місо.
З нього також роблять мариновані японські баклажани, які називаються караші-насу.
Один з найвідоміших мейбуцу (відома річ) Кумамото є караші ренкон: корінь лотоса, фарширований з місо, присмаченим караші, обсмажений у фритюрі й поданий нарізаним.
Також вживається назва ва-ґараші.
Караші подають до різноманітних страв. Ця гірчиця значно міцніша, ніж американська або французька, тому додається в невеликих кількостях.

## Галерея

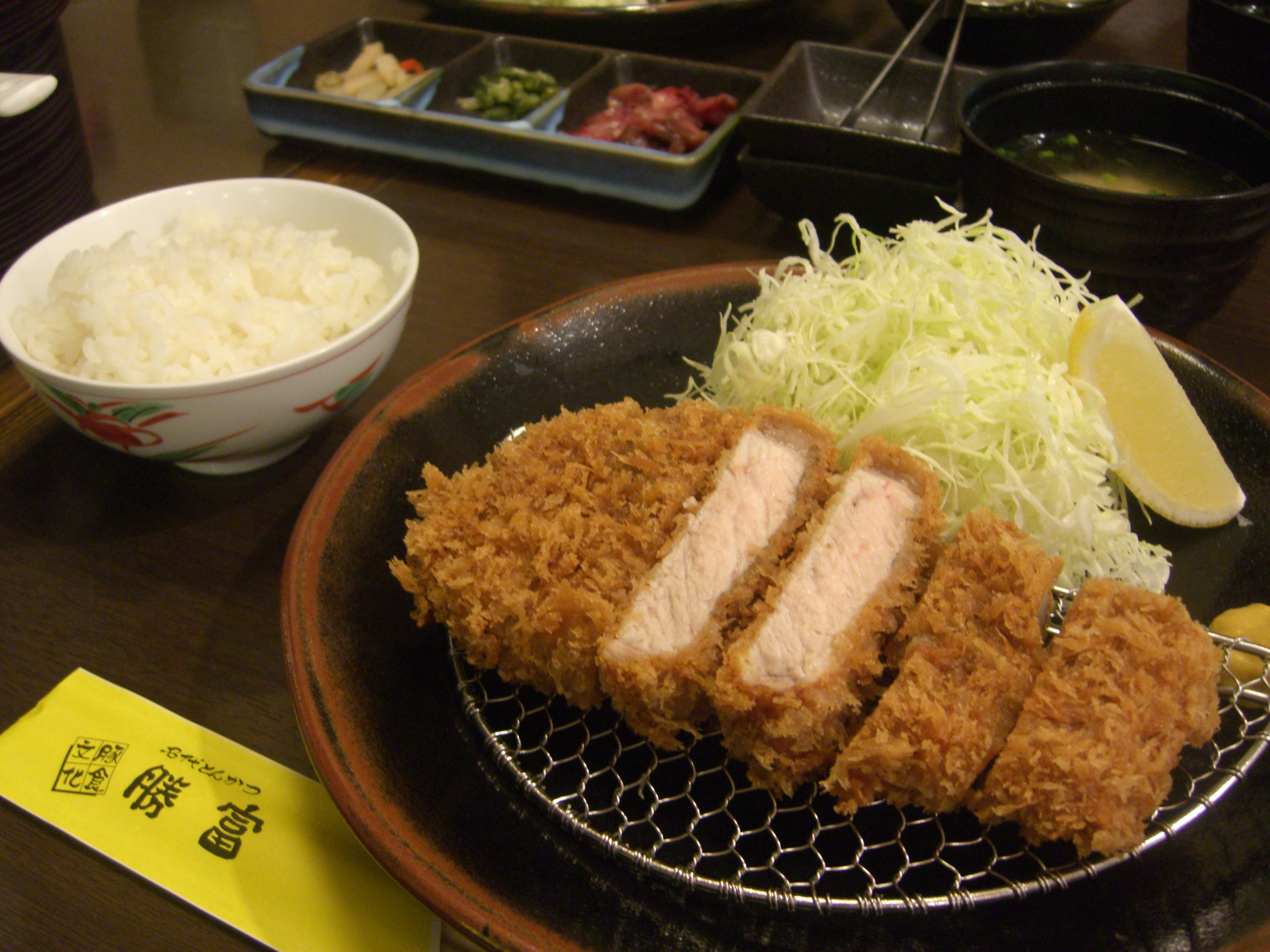
Тонкацу з караші (справа під лимоном)
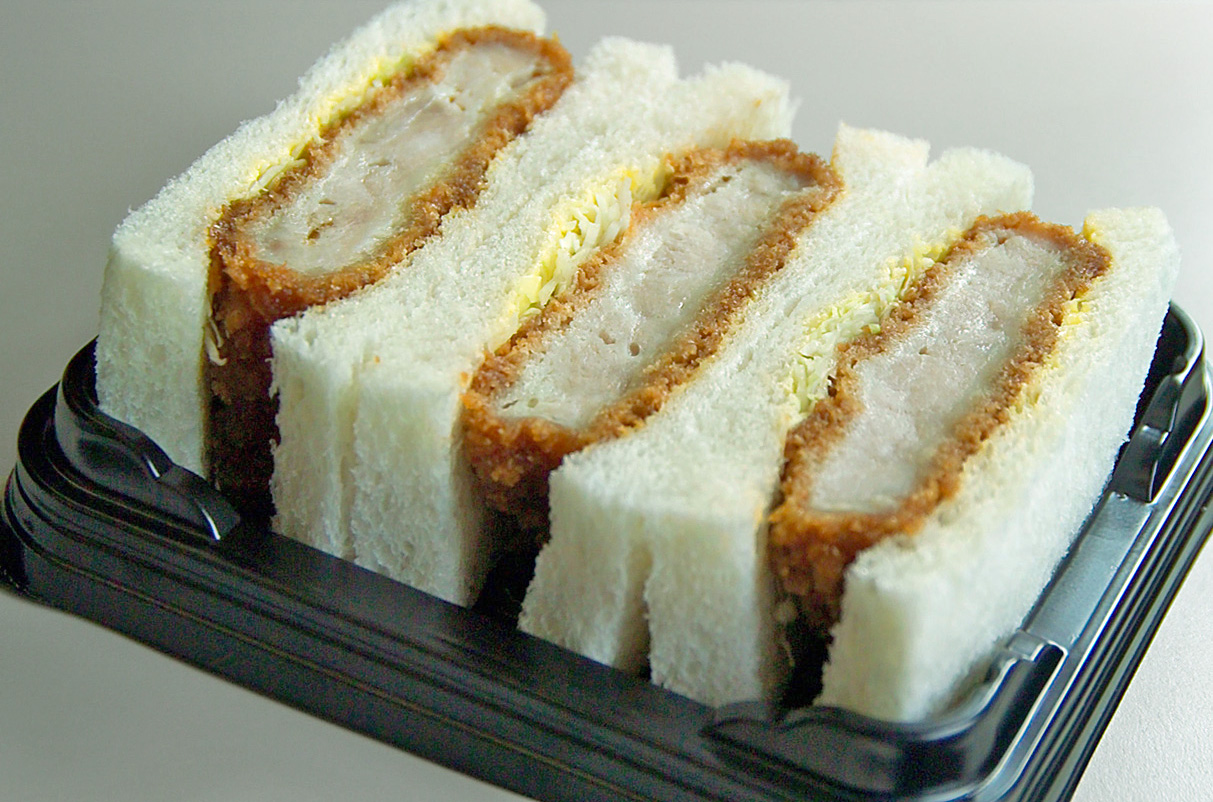
Бутерброд з котлетами з маслом-караші
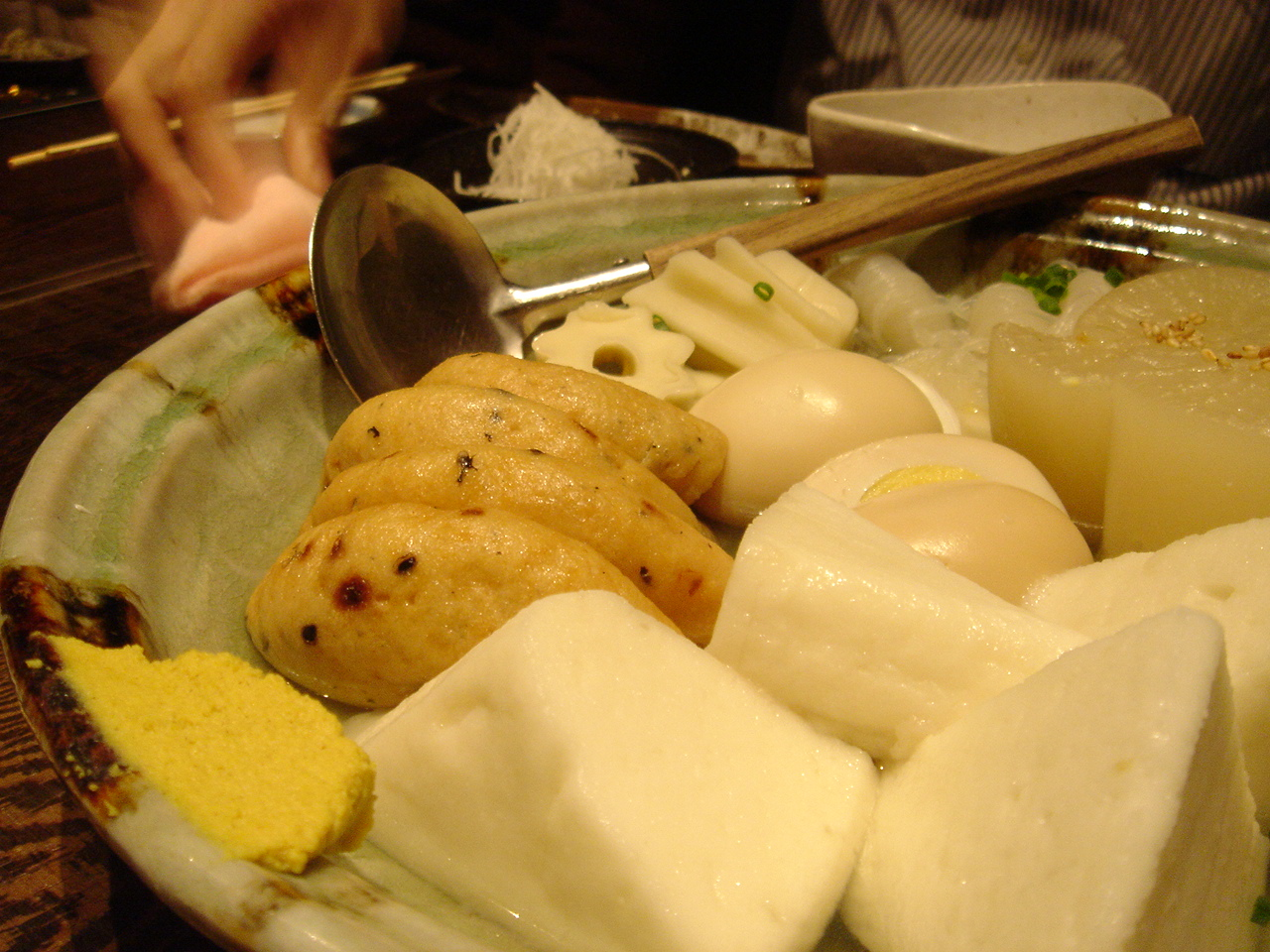
Оден з караші (знизу зліва)
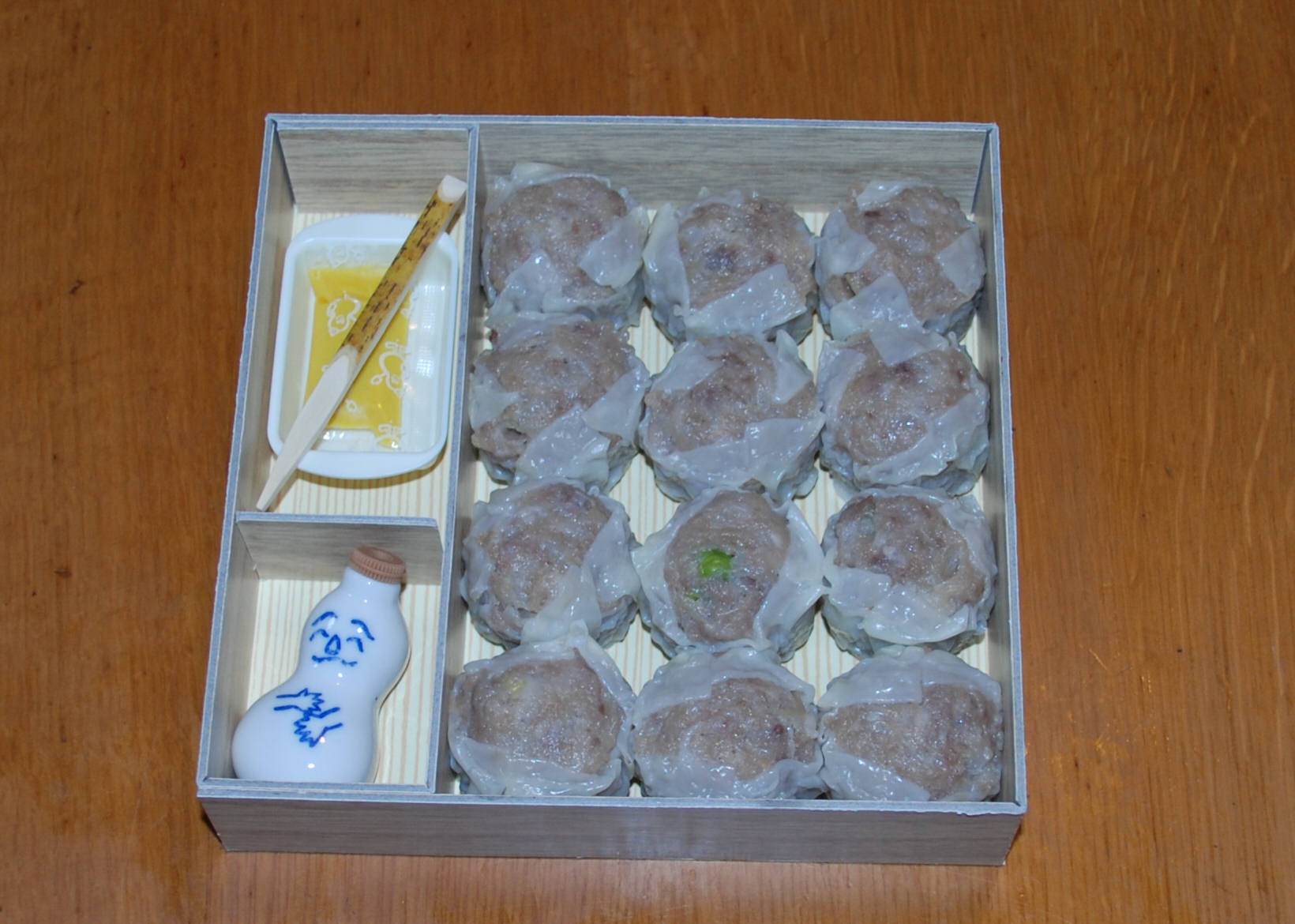
Обідня коробка шумай з караші (зверху зліва)
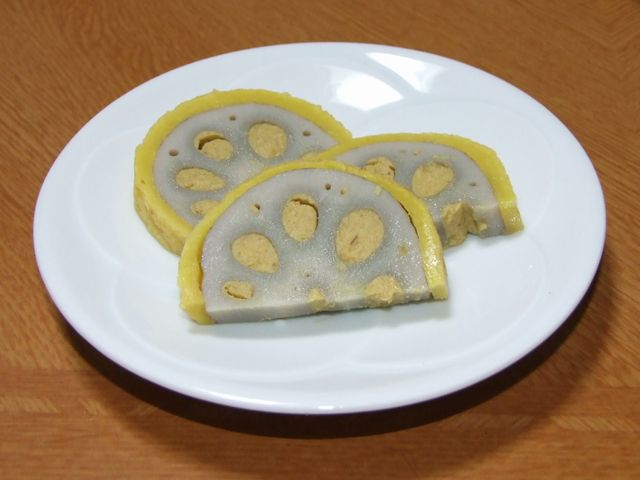
Караші ренкон, корінь лотоса фарширований з караші-місо